# Saccopteryx
Saccopteryx — рід мішкокрилих кажанів родини Emballonuridae.

## Поширення
Це кажани з Центральної і Південної Америки. Можуть мешкати як у лісах так і в відкритих місцевостях.

## Етимологія
лат. saccus — «мішок», грец. πτέρυξ — «крило».

## Морфологія
Голова і тіло довжиною 37—55 мм, хвіст довжиною 12—20 мм, передпліччя довжиною 35—52 мм, вага 3—11 гр. Забарвлення верхньої частини тіла темно-коричневе; низ блідо-коричневий. Білі поздовжні лінії присутні на спині.

## Поведінка
Кажани з роду Saccopteryx проводять день у порівняно добре освітлених місцях, наприклад в порожнинах дерев, нішах між опорою коренів дерев або в заглибинах та в конструкціях створених людиною. Особини в колонії підтримують мінімальні відстані в кілька сантиметрів один від одного у вертикальному положенні.

## Види
- Saccopteryx antioquensis (Muñoz & Cuartas, 2001)
- Saccopteryx bilineata (Temminck, 1838)
- Saccopteryx canescens (Thomas, 1901)
- Saccopteryx gymnura (Thomas, 1901)
- Saccopteryx leptura (Schreber, 1774)